# Tångagöl
Tångagöl är en sjö i Sävsjö kommun i Småland och ingår i Lagans huvudavrinningsområde. Sjön är 7,9 meter djup, har en yta på 0,0001 kvadratkilometer och befinner sig 225 meter över havet.